# Roman Illarionowitsch Woronzow

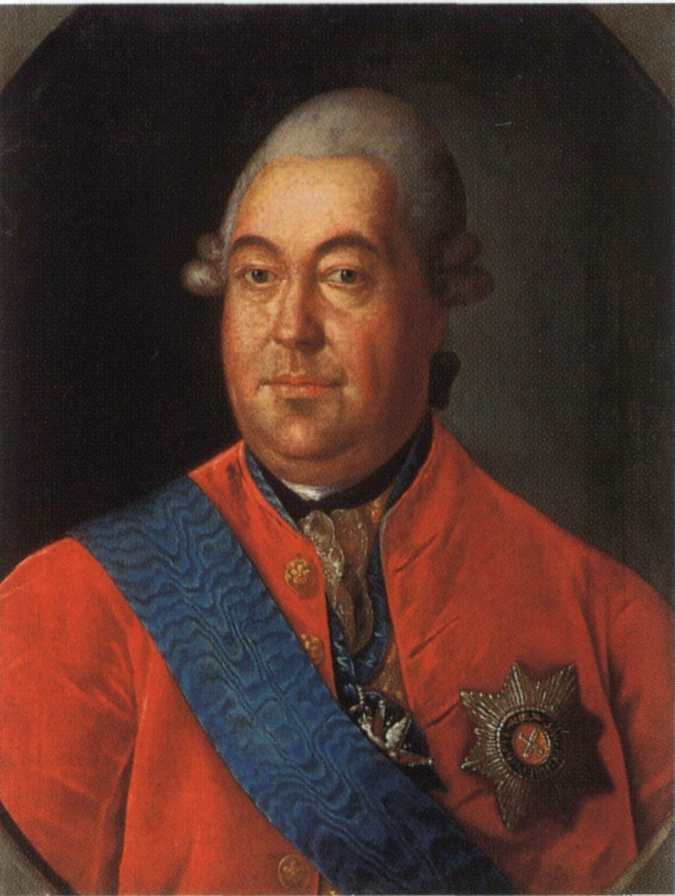
Roman Illarionovich Woronzow

Graf Roman Illarionowitsch Woronzow (russisch: Роман Илларионович Воронцов; * 17. Juli 1717; † 30. November 1783 in Wladimir, Provinz Wladimir) war Kammerherr (1746), Senator (1760), General en Chef (1761) und Generalgouverneur von Wladimir, Penza, Tambow, und Kostroma. Roman Woronzow war außerdem eine der ersten Figuren der russischen Freimaurerei und Besitzer des Anwesens Gut Andreewskoje. Sein Bruder war der russische Kanzler Michail Larionowitsch Woronzow.

## Biografie
Roman Illarionowitsch war der mittlere Sohn von Illarion Gawrilowitsch Woronzow aus dessen Ehe mit Anna Grigoriewna Maslowa. In seiner Jugend (1733) diente Roman Woronzow im Ismailowski-Leibgarderegiment, einer der vier Eliteeinheiten des Russischen Kaiserreiches. In den 1730er-Jahren unterstützte Woronzow die damalige Großfürstin Elisabeth (oder Elisaweta) Romanowa und nahm am Putsch des 25. November 1741 teil.
Zur Zeit der Gründung der Russischen Akademie der Wissenschaften wurde er eines der Mitglieder. Durch ein Diplom des Kaisers Franz I. wurde Roman Woronzow und seinen Brüdern und deren Nachkommen der Titel „Graf des Heiligen Römischen Reiches“ verliehen. 1760 wurde Woronzow Mitglied der Legislativkommission, in der er sich, wie in der Adelskommission (1763), für die Legalisierung der Adelsrechte des Rechts auf das ausschließliche Eigentum an Leibeigenen einsetzte.
Mit der Machtübernahme von Peter III. 1762 stärkte sich die Position von Roman Woronzow bei Hofe sehr, da seine Tochter Elisaweta Romanowna Woronzowa ein Günstling des neuen Kaisers war und Peter III. sogar überlegte, sie zu heiraten. Am 26. September 1761 wurde ihm der Orden des Heiligen Andreas dem Erstberufenen verliehen, am 8. Januar 1762 wurde Woronzow zum General-en-Chef befördert. Als Katharina II. am 9. Juli 1762 Kaiserin von Russland wurde, fiel Woronzow zuerst in Ungnade, wurde verhaftet und nach Moskau verbannt, außerdem wurden ihm mehrere Güter in Kleinrussland entzogen. Woronzow verdankte seine weiteren Ernennungen den Unruhen in der Bevölkerung. Ein Versuch, die Unruhen zu beseitigen, war die Erweiterung der bisherigen 23 Provinzen auf 50. Jede Provinz wurde von einem Gouverneur oder Generalgouverneur geleitet. Ein Gouverneur konnte mehrere Provinzen regieren. 
Den Generalgouverneuren wurden große Rechte eingeräumt. 1778 wurden auf Erlass von Katharina II. Wladimir, Pensa und Tambow als neue Provinzen gebildet. Der erste Generalgouverneur dieser Provinzen wurde Roman Woronzow. Mit seiner Habsucht trieb er die ihm anvertrauten Provinzen in den wirtschaftlichen Ruin, dies brachte ihm angeblich den Spitznamen „Roman mit der großen Tasche“ ein. Andererseits könnte der Spitzname „Große Tasche“ von seinen Aktivitäten in der Freien Wirtschaftsgesellschaft stammen. In den von ihm gedruckten Flugblättern zeigte er Beispiele dafür auf, wie man die Bauern mild stimmt und schlug anderen Gutsbesitzern vor, jährliche Getreidelieferungen zu organisieren für Dörfer mit Ernteausfällen. Der beharrliche Rat des Grafen Woronzow, Lebensmittel aufzubewahren rechtfertigte eventuell den Spitznamen „Große Tasche“. Begraben wurde Woronzow in der Dmitrievsky-Kathedrale in Wladimir.

## Auszeichnungen
- Orden der Heiligen Anna (1748)
- Alexander-Newski-Orden (5. September 1751)
- Orden des Hl. Andreas dem Erstberufenen (1761)
- Orden des Hl. Wladimir, 1. Klasse (1783)

## Familie
Roman Woronzow war mit der wohlhabenden Kaufmannstochter Marfa Iwanowna Surmina verheiratet (1718–1745), die früh an Typhus starb. Das Paar hatte fünf Kinder. Der verwitwete Roman Woronzow wollte sich nicht um die Kinder kümmern. Die beiden ältesten Töchter wurden am Kaiserhof erzogen, die Söhne wurden bei dem Großvater Illarion Woronzow erzogen. Die jüngste Tochter wurde bei ihrem Onkel Michail Illarionowitsch Woronzow erzogen.
- Maria Romanowna Woronzowa (1737–1779) war mit Graf Peter Alexanderowitsch Buturlin verheiratet. Sie starb an Schwindsucht 1779 in Sankt Petersburg. Die Kinder waren:
  - Dmitry, Direktor des Eremitages
  - Elizabeth war verheiratet mit Senator A.I. Divov
- Elisaweta Romanowna Woronzowa (1739–1792) Liebling und Mätresse von Peter III. , war mit Staatsrat Alexander Ivanovich Polyansky verheiratet
- Alexander Romanowitsch Woronzow (1741–1805) Kanzler des Russischen Reiches und Großgrundbesitzer
- Jekaterina Romanowna Woronzowa (1743–1810) nahm am Putsch Katherina II. teil erlangte unter dem Namen Prinzessin Daschkowa viel Ruhm
- Semyon Romanowitsch Woronzow (1744–1832) russischer Botschafter in England, Autor und Vater von Michail Woronzow